# Thomas Höltschl
Thomas Höltschl (* 30. April 1990 in Linz) ist ein österreichischer Fußballspieler auf der Position eines Mittelfeldspielers. Außerdem ist er ein Offensiv-Allrounder.

## Karriere
Höltschl begann seine Karriere beim ASKÖ Blaue Elf Linz in Oberösterreich. 1999 wechselte er in die Jugend des LASK. 2004 kam er in die Fußballakademie Linz.
Im Mai 2007 debütierte er für die Profis seines Stammklubs LASK in der zweiten Liga, als er am 32. Spieltag der Saison 2006/07 gegen den TSV Hartberg in der Halbzeitpause für Ali Hamdemir eingewechselt wurde. Zu Saisonende stieg er mit dem LASK in die Bundesliga auf.
Im Oktober 2007 spielte er gegen die Union Rohrbach/Berg schließlich auch erstmals für die Amateure des LASK in der OÖ Liga. Im November 2007 wurde er ein letztes Mal in der AKA Linz eingesetzt.
Im November 2008 gab er sein Debüt in der Bundesliga, als er am 17. Spieltag der Saison 2008/09 beim Heimspiel der Linzer gegen den SK Sturm Graz in der 87. Minute für Thomas Prager eingewechselt wurde; die Linzer verloren das Spiel mit 3:0.
2010 stieg Höltschl mit den LASK Amateuren als Zweiter der OÖ Liga in der Saison 2009/10 in die Regionalliga auf. In der Aufstiegssaison absolvierte er 25 Spiele, in denen er neun Tore erzielte. Mit den Profis des LASK musste er 2011 aus der Bundesliga absteigen.
Daraufhin wechselte er zur Saison 2011/12 zum Zweitligaaufsteiger FC Blau-Weiß Linz. Mit BW Linz musste er 2013 in die Regionalliga absteigen.
Nach dem Abstieg schloss er sich im Sommer 2013 dem Regionalligisten Union St. Florian an. Für St. Florian kam er in der Saison 2013/14 in 28 Regionalligaspielen zum Einsatz und erzielte dabei sieben Tore.
Zur Saison 2014/15 wechselte er in die Regionalliga West zum TSV Neumarkt. In jener Saison absolvierte er 14 Partien in der Regionalliga, blieb dabei jedoch ohne Torerfolg.
Nach einer Saison bei Neumarkt kehrte er 2015 nach Oberösterreich zurück und schloss sich der viertklassigen Union Vöcklamarkt an. Mit Vöcklamarkt stieg er 2017 in die Regionalliga auf.